# Trastorno esquizoide de la personalidad
El trastorno esquizoide de la personalidad (abreviado como TEP o SzPD) es un trastorno de personalidad que se caracteriza por un patrón permanente y estable de falta de interés en socializar y formar relaciones íntimas, y por una restricción de la expresión emocional. Suele aparecer en la adolescencia o a principios de la edad adulta.
Las personas con TEP prefieren la independencia, la soledad y el desapego, estando además conformes con su incapacidad para la extraversión. Son conscientes, a pesar de experimentar algo de ansiedad,[cita requerida] de la diferencia entre ellos y el resto de las personas, y se consideran "más observadores que participantes en el mundo que les rodea." Pueden ser incapaces de formar vínculos íntimos con los demás y, al mismo tiempo, pueden imaginarse un mundo de fantasía intenso y elaborado, pero exclusivamente mental.
Los individuos afectados pueden tener dificultades para expresar su ira, incluso en respuesta a provocaciones directas, y pueden llegar a tener la sensación de estar viviendo "a la deriva", sin metas u objetivos. También pueden tener dificultad para experimentar el placer y para disfrutar de las diferentes actividades diarias, llegando incluso al punto de padecer anhedonia y siendo propensos a tener episodios de depresión mayor.

## Relaciones sociales

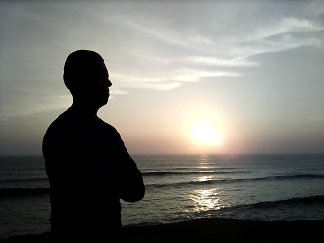
Los esquizoides se encuentran, a menudo, distanciados de la sociedad

Aquellos afectados por esta condición se encuentran "perdidos" sin las personas que normalmente se encuentran a su alrededor dado que necesitan de una sensación de seguridad y estabilidad.[cita requerida] Sin embargo, cuando su espacio personal es invadido, se sienten ahogados y con la necesidad de liberarse. Estos individuos son más felices cuando se encuentran en relaciones en las que la otra persona es poco exigente emocional o íntimamente.
Las personas con trastorno esquizoide son vistas como distantes, frías e indiferentes, lo cual puede causarles ciertos problemas sociales. La mayoría de estos individuos tienen dificultades estableciendo relaciones personales o expresando sus sentimientos de manera significativa, y pueden verse indiferentes en situaciones desfavorables. 
Debido a la falta de comunicación con otras personas, aquellos diagnosticados con trastorno esquizoide pueden no tener una idea clara de ellos mismos y de cómo se llevan con sus allegados. Esta idea o concepción de sí mismos es importante ya que les permite ser conscientes de sus acciones en entornos sociales.[cita requerida] Su mundo de fantasía interior a menudo les resulta suficiente, y son capaces de tener tendencias contrarias y desafiar la normalidad del grupo o de su entorno.
Quienes sufren de este trastorno a menudo son sexualmente apáticos, aunque normalmente no sufren de anorgasmia. Muchos esquizoides tienen necesidades sexuales normales y prefieren masturbarse en lugar de tener que enfrentarse a los aspectos sociales que conlleva el encontrar una pareja sexual. Por tanto, sus necesidades sexuales pueden parecer menores que en el caso de los no esquizoides, ya que el esquizoide prefiere permanecer solo. Cuando tienen sexo, estos individuos a menudo sienten que su espacio personal es violado, y comúnmente sienten que la masturbación o la abstinencia sexual es preferible a la sensación de intimidad que deben soportar para tener sexo.

## Historia
El término "esquizoide" fue acuñado en 1908 por Eugen Bleuler para describir una tendencia humana a dirigir la atención hacia la vida interior y alejarla del mundo exterior (introversión). Bleuler denominó a la exageración de esta tendencia como la "personalidad esquizoide". Describió a estas personalidades como "cómodamente aburridas y al mismo tiempo sensibles, personas que de manera estrecha persiguen propósitos vagos".
El DSM-I tenía el diagnóstico de "personalidad esquizoide", que se definía por la evasión de las relaciones cercanas, la incapacidad para expresar sentimientos agresivos y el pensamiento "autista". Posteriormente, el DSM-II actualizó la definición para incluir la ensoñación, el desapego de la realidad y la sensibilidad.
Estas características fueron las precursoras de la división del carácter esquizoide del DSM-III en tres trastornos de personalidad distintos: esquizotípico, evitativo y esquizoide. Ernst Kretschmer, sin embargo, no concibió la separación de estos comportamientos hasta el punto de un aislamiento radical, sino que los consideró simultáneamente presentes como "potenciales variables" en los individuos esquizoides. Para Kretschmer, la mayoría de los esquizoides no son ni hipersensibles ni fríos, sino que son hipersensibles y fríos "al mismo tiempo" en proporciones relativas bastante diferentes, con tendencia a moverse en estas dimensiones de un comportamiento a otro.
Se incorporó formalmente al DSM-III como "trastorno esquizoide de la personalidad" para describir las dificultades para formar relaciones sociales significativas y un patrón persistente de desconexión y apatía. Finalmente, el diagnóstico se mantuvo hasta el DSM-IV y al DSM-V en la actualidad.

## Diagnóstico según DSM V y CIE-10
Los criterios diagnósticos del DSM V para el trastorno esquizoide de la personalidad son:
A. Patrón dominante de desapego en las relaciones sociales y poca variedad de expresión de las emociones en contextos interpersonales, que comienza en las primeras etapas de la edad adulta y está presente en diversos contextos, y que se manifiesta por cuatro (o más) de los hechos siguientes:
1. Ni desea ni disfruta las relaciones íntimas, incluido el formar parte de una familia.
2. Casi siempre elige actividades solitarias.
3. Muestra poco o ningún interés en tener experiencias sexuales con otra persona.
4. Disfruta con pocas o con ninguna actividad.
5. No tiene amigos íntimos ni confidentes aparte de sus familiares de primer grado.
6. Se muestra indiferente a las alabanzas o las críticas de los demás.
7. Se muestra emocionalmente frío, con desapego o con afectividad plana.

B. No se produce exclusivamente en el curso de la esquizofrenia, un trastorno bipolar o un trastorno depresivo con características psicóticas, otro trastorno psicótico o un trastorno del espectro del autismo, y no se puede atribuir a los efectos fisiológicos de otra afección médica.
Nota: Si los criterios se cumplen antes del inicio de la esquizofrenia, se añadirá "previo", es decir, "trastorno de la personalidad esquizoide (previo)."
Según la Clasificación Internacional de Enfermedades (CIE-10), el trastorno esquizoide de la personalidad se caracteriza por:
1. Incapacidad para sentir placer (anhedonia).
2. Frialdad emocional, despego o embotamiento afectivo.
3. Incapacidad para expresar sentimientos de simpatía y ternura o de ira hacia los demás.
4. Respuesta pobre a los elogios o a las críticas.
5. Poco interés por las relaciones sexuales con otras personas (teniendo en cuenta la edad).
6. Actividades solitarias acompañadas de una actitud de reserva.
7. Marcada preferencia por devaneos fantásticos, por actividades solitarias acompañadas de una actitud de reserva y de introspección.
8. Ausencia de relaciones personales íntimas y de mutua confianza, las que se limitan a una sola persona o el deseo de poder tenerlas.
9. Marcada dificultad para reconocer y cumplir las normas sociales, lo que da lugar a un comportamiento excéntrico.

Se excluyen: Esquizofrenia. Trastorno esquizotípico. Síndrome de Asperger. Trastorno delirante (F22.0).

## Estudios
El trastorno esquizoide de la personalidad es poco estudiado y hay pocos datos clínicos sobre este porque rara vez se encuentra en entornos clínicos y es raro de encontrar en comparación con otros trastornos de la personalidad. Algunos resultados de investigación sugieren que se diagnostica con mayor frecuencia en hombres que en mujeres, y su prevalencia, aunque no es clara, se estima del 0.5% al 7% de la población inclusive.Se encontró también que posiblemente sea más común entre las personas pobres o que no tienen hogar.
La crianza fría, negligente y distante contribuyen a la aparición de este trastorno. Es probable que los padres de una persona con el trastorno esquizoide de la personalidad fueran intolerantes con sus experiencias emocionales. Es posible que se hayan visto obligados a reprimir y compartimentar sus emociones, lo que posiblemente resulte en la aparición de dificultades para expresar y procesar las experiencias emocionales. Estas dificultades hacen que el niño se sienta rechazado y desarrolle la creencia de que el único entorno seguro es aquel en el que está solo e inexpresivo. Las personas con trastorno esquizoide de la personalidad también pueden haber interiorizado la creencia de que sus emociones son peligrosas para ellos mismos y para los demás debido a las respuestas negativas que reciben de los demás y que en su estado de aislamiento y franqueza emocional pueden ser autosuficientes y seguros. El trauma infantil también puede contribuir a los sentimientos de vacío en la edad adulta.
Se cree que la desnutrición prenatal, el nacimiento prematuro y el bajo peso al nacer desempeñan un papel en el desarrollo del trastorno. También se asocia con vías serotoninérgicas y dopaminérgicas reducidas en áreas como el lóbulo frontal, la amígdala y el cuerpo estriado. Las lesiones cerebrales traumáticas en el lóbulo frontal también pueden contribuir a la aparición del trastorno esquizoide ya que esa área del cerebro controla áreas como la emoción y la socialización. Los niveles más bajos de colesterol de lipoproteínas de baja densidad presentan una correlación con la presencia de rasgos esquizoides en las mujeres.
El trastorno esquizoide de la personalidad está relacionado con resultados negativos, que incluyen una calidad de vida significativamente comprometida, un funcionamiento general reducido incluso después de 15 años y uno de los niveles más bajos de "éxito en la vida" de todos los trastornos de personalidad (medido como "estatus, riqueza y relaciones exitosas").
Un estudio de la Universidad de Colorado que comparó los trastornos de personalidad y los tipos de personalidad del MBTI encontró que el trastorno tenía una correlación significativa con las preferencias de Introversión (I) y Pensamiento (T), específicamente con INTP, INTJ e ISTJ.

## Relación con la esquizofrenia
El hecho de que una persona padezca esquizofrenia u otro trastorno psicótico aumenta el riesgo de que sus descendientes desarrollen el trastorno esquizoide de la personalidad. 
El trastorno esquizoide de la personalidad no es un tipo o variante de la esquizofrenia sino que es considerado parecido a esta, ya que en ambas condiciones se presentan síntomas similares, como el aislamiento social, la pérdida del placer, la expresión emocional restringida y la falta de motivación. 
Algunos esquizoides pueden llegar a sufrir brotes psicóticos breves a causa del estrés, pero esto no necesariamente implica que vayan a tener esquizofrenia en el futuro.
Los esquizoides también pueden tener antecedentes de rasgos esquizotípicos antes de desarrollar el trastorno.

## Tratamiento
La eficacia de los tratamientos psicoterapéuticos y farmacológicos para el trastorno esquizoide de la personalidad aún no se ha investigado empírica y sistemáticamente. Esto se debe en gran parte a que los esquizoides rara vez buscan tratamiento para su afección. Los antidepresivos, como el bupropión se pueden usar para tratar la anhedonia asociada. Sin embargo, no es una práctica general tratar este trastorno con medicamentos, excepto para el tratamiento a corto plazo de trastornos concurrentes agudos (p. ej., depresión). Las terapias de conversación como la terapia cognitiva  pueden no ser efectivas, porque las personas con el trastorno pueden tener dificultades para establecer una buena relación con un terapeuta. El acoso escolar es particularmente común entre las personas esquizoides. El suicidio puede ser una ideación recurrente para las personas esquizoides, aunque es poco probable que intenten quitarse la vida. Sin embargo, algunos síntomas del trastorno esquizoide de la personalidad (por ejemplo, estilo de vida solitario, desapego emocional, soledad y problemas de comunicación) se han declarado como factores de riesgo generales para el comportamiento suicida grave.

## Diagnóstico diferencial
El trastorno esquizoide de la personalidad comparte varios aspectos con otros trastornos mentales, pudiendo resultar difícil distinguirlos entre sí. Sin embargo, existen características diferenciadoras importantes:
- Depresión: Las personas con trastorno esquizoide son más propensas a padecer trastornos depresivos, aunque éste no siempre es el caso. Contrariamente a las personas con depresión, los esquizoides no suelen considerarse inferiores a los demás, aunque seguramente reconocerían ser diferentes.[1]
- Trastorno de personalidad por evitación: Contrariamente al trastorno de personalidad por evitación, aquellos afectados por el trastorno esquizoide de la personalidad no evitan las relaciones sociales por ansiedad o sentimientos de incompetencia, sino porque son realmente indiferentes a las relaciones sociales.[1]
- Esquizofrenia: Está demostrado que el trastorno esquizoide de la personalidad es más frecuente en familias donde ha habido casos de esquizofrenia, sin embargo, el trastorno esquizoide de la personalidad no implica síntomas psicóticos como las alucinaciones, los delirios o comportamiento/habla desorganizados. Tanto la esquizofrenia como el trastorno esquizoide de la personalidad implican la presencia de síntomas negativos, aunque en la esquizofrenia se presentan de una forma más grave. En situaciones de estrés, algunos esquizoides pueden llegar a experimentar algún brote psicótico muy breve que no suele durar más de una semana y no cumple con los criterios diagnósticos de la esquizofrenia.[1]
- Trastorno esquizotípico de la personalidad: Tanto el trastorno esquizoide como el trastorno esquizotípico comparten la escasa afectividad, la falta de relaciones intimas o el comportamiento excéntrico, sin embargo, el trastorno esquizoide no implica distorsiones cognitivas o perceptivas ni creencias extrañas como en el trastorno esquizotípico.[1]
- Autismo: Puede llegar a ser complicado el poder distinguir a un esquizoide con un autista, sin embargo, contrariamente a un trastorno del espectro autista, el trastorno esquizoide de la personalidad no implica ningún impedimento en la comunicación no verbal (ej. falta de contacto visual o entonación inusual) o patrones de intereses restringidos o comportamientos repetitivos (ej. adherencia estricta a rutinas o rituales, intereses inusualmente intensos en un único tema). Por el contrario, las personas con personalidad esquizoide son típicamente más indiferentes respecto a sus actividades. El trastorno esquizoide de la personalidad no se considera relacionado con ningún tipo de autismo.[1]

Se pueden dar casos de comorbilidad entre el trastorno esquizoide de la personalidad con otros trastornos de la personalidad, frecuentemente con el trastorno esquizotípico de la personalidad, el trastorno paranoide de la personalidad y el trastorno de personalidad por evitación.

## Perfil fenomenológico de Akhtar
| Área                           | Características | Características |
| Área                           | Explícitas | Ocultas |
| ------------------------------ | --- | --- |
| Concepto propio                | - cumplidor - estoico - no competitivo - autosuficiente - falto de asertividad - sentimiento de inferioridad y alineación social | - cínico - inauténtico - despersonalizado - Alterna entre sensación de vacío como un robot con fantasías vengativas y omnipotencia - grandiosidad oculta |
| Las relaciones interpersonales | - retraído - distante - tiene pocos amigos cercanos - inmune a las emociones ajenas - miedo de la intimidad | - exquisitamente sensible - profunda curiosidad sobre los demás - hambriento de amor - envidioso de la espontaneidad ajena - intensamente necesitado de relacionarse con los demás - capaces de emoción con personas íntimas cuidadosamente seleccionadas   |
| Adaptación Social              | - prefiere las actividades ocupacionales y recreativas solitarias - ecléctico en situaciones sociales, desde marginalidad a sociabilidad - vulnerable a las doctrinas esotéricas, debido a una fuerte necesidad de pertenecer al mundo - tendencia a la indolencia y la pereza | - falta la claridad en sus metas - débil sentido de pertenencia a su grupo étnico - capacidad de trabajo constante - a veces muy creativo y capaz de contribuciones únicas y originales - capaz de una resistencia apasionada en ciertos ámbitos de interés |
| Amor y sexualidad              | - asexual, a veces célibe - libre de intereses románticos - aversión hacia chismes e insinuaciones sexuales | - intereses voyeurísticos secretos - vulnerables a sufrir de erotomanía - tendencia hacia perversiones compulsivas |
| Ética, Normas e Ideales        | - moral y convicciones políticas idiosincrásicas - tendencia hacia intereses espirituales, místicos y parapsicológicos | - variabilidad moral - a veces sorprendentemente amoral y vulnerable a crímenes ocasionales: en otros momentos, altruista, al punto del sacrificio propio                                                                                                   |
| Estilo Cognitivo               | - distraído - absorto en la fantasía - habla vaga y pedante - alternancias entre la elocuencia e incapacidad de expresarse | - pensamiento autista - fluctuaciones entre un agudo contacto con la realidad externa e hiperreflexividad acerca de sí mismo - uso egocéntrico del lenguaje.                                                                                                |

Salman Akhtar proporcionó un perfil fenomenológico completo del Trastorno de la Personalidad Esquizoide en el cual las visiones descriptivas clásicas y contemporáneas se sintetizan con observaciones psicoanalíticas. Este perfil se resume en un listado de rasgos clínicos, implicando seis áreas del funcionamiento psicosocial y designadas en manifestaciones "abiertas" y "encubiertas". Akhtar indica que "estas designaciones no implican consciente o inconsciente, pero denotan aspectos aparentemente contradictorios que son fenomenológicamente más o menos fácilmente perceptibles", y que "esta manera de organizar la sintomatología enfatiza la posición central de división y confusión de identidad en la personalidad esquizoide".